# Алемайо Аєле
Алемайо Кебеде Аєле (англ. Alemayo Kebede Ayele, нар. 10 квітня 1987) — еритрейський футболіст, півзахисник клубу «Аделаїда Блу Іглз». Виступав, зокрема, за клуби «Ред Сі» та «Аделаїда Блу Іглз», а також національну збірну Еритреї.

## Клубна кар'єра
У дорослому футболі дебютував 2008 року виступами за команду «Ред Сі», в якій провів три сезони. 
У 2011 році, після отримання політичного притулку в Австралії, підписав контракт з клубом Суперліги Південної Австралії «Кройдон Інгс». По закінченні Суперліги 2012 отримав медаль Серхіо Мельти, яка вручається найкращому гравцеві чемпіонату
Протягом 2013—2014 років захищав кольори клубу «Аделаїда Рейдерс».
2014 року уклав контракт з клубом «Вестерн Страйкерс». У складі клубу був одним з головних бомбардирів команди, маючи середню результативність на рівні 0,36 голу за гру першості. З 2014 року три сезони захищав кольори клубу «Аделаїда Блу Іглз». Більшість часу, проведеного у складі «Аделаїда Блу Іглз», був основним гравцем команди. Протягом 2017 року захищав кольори клубу «Аделаїда Олімпік».
До складу клубу «Аделаїда Блу Іглз» приєднався 2018 року.

## Виступи за збірну
2009 року на кубку КЕСАФА 2009 в Кенії зіграв у складі національної збірної Еритреї в поєдинку проти Зімбабве.

## Особисте життя
По завершенні кубку КЕСАФА 2009 в Кенії разом з іншими еритрейськими футболістами не зміг повернутися з Найробі на батьківщину. Після отримання політичного притулку від Австралії, еритрейські футболісти переїхали до Аделаїди.

## Досягнення

### Індивідуальні відзнаки
- Медаль Серхіо Мельти (Найкращий футболіст чемпіонату Південної Австралії): 2012[5].